# Dalmatinerginst
Dalmatinerginst (Genista pulchella) är en ärtväxtart som beskrevs av Roberto de Visiani. Genista pulchella ingår i släktet ginster, och familjen ärtväxter. Inga underarter finns listade i Catalogue of Life.

## Artnamn
Dalmatinerginsten har även kallats dalmatinsk ginst.

## Utbredning
Dalmatinerginsten växer naturligt i Albanien, Frankrike och forna Jugoslavien samt den iberiska halvön. Vanligen växer plantorna på (600)800-1400 meters höjd.